# Bulbophyllum elaphoglossum
Bulbophyllum elaphoglossum là một loài phong lan thuộc chi Bulbophyllum.